# Sandtjärnen (Föllinge socken, Jämtland)
Sandtjärnen är en sjö i Krokoms kommun i Jämtland och ingår i Indalsälvens huvudavrinningsområde.